# Château de Valmont (Seine-Maritime)
Le château de Valmont est une demeure des XIe et XVIe siècles qui se dresse sur le territoire de la commune française de Valmont, dans le département de la Seine-Maritime, en région Normandie.
Le château, propriété privée, est totalement protégé aux monuments historiques.

## Localisation
Le château domine la vallée de la Valmont ainsi que le bourg de Valmont, dans le département français de la Seine-Maritime.

## Historique

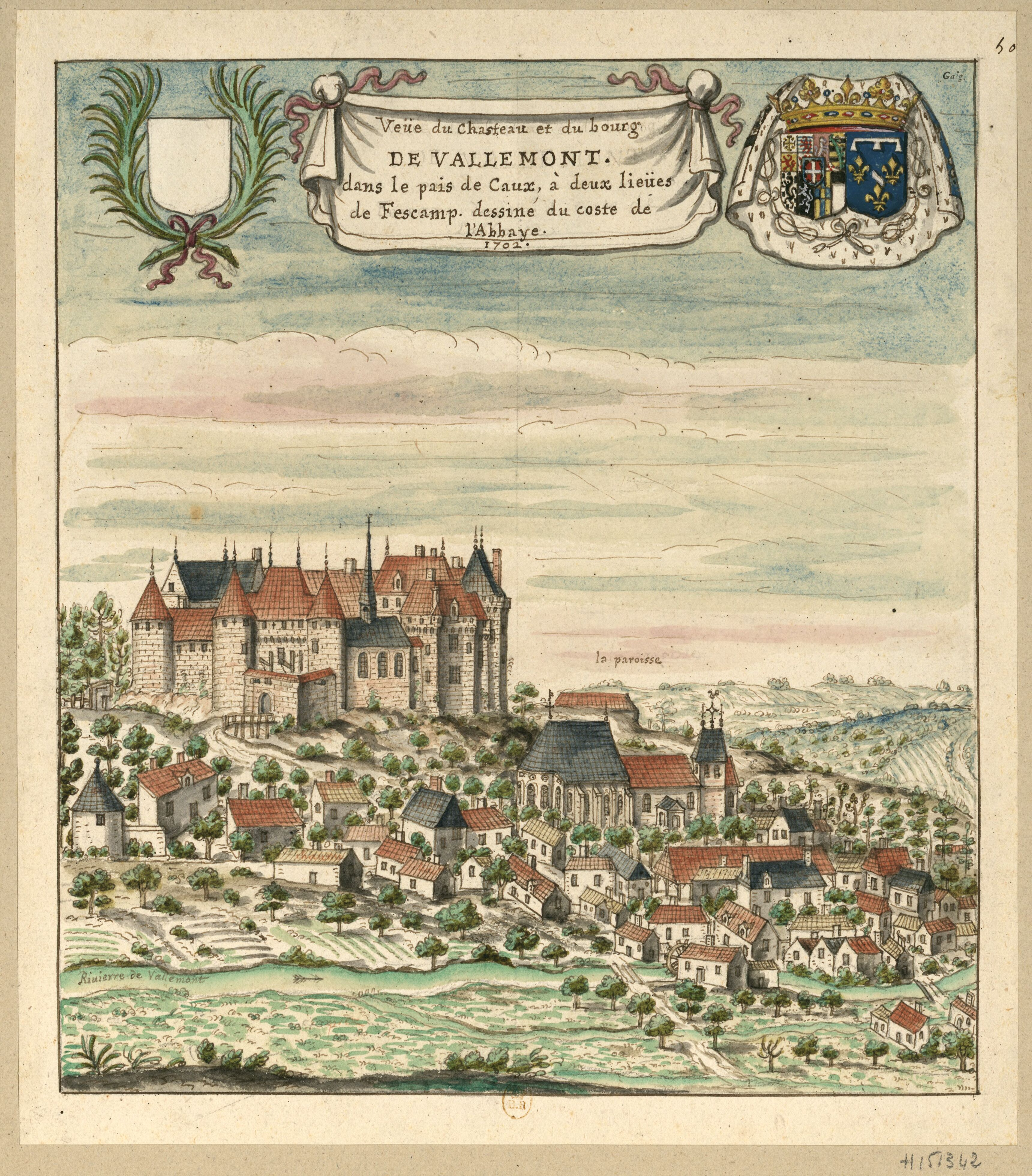
Veüe du Chasteau et du bourg de Vallemont, dans le pais de Caux, à deux lieues de Fescamp, dessiné du costé de l'Abbaye, 1702, Louis Boudan.

Berceau de la puissante famille d'Estouteville, le château, qui a conservé un donjon du XIe siècle, a été remanié lors de son renforcement et agrandissement par Jacques d'Estouteville sous Louis XI, ce qui lui permit de résister en 1472 aux Bourguignons de Charles le Téméraire, ainsi qu'une aile Renaissance dite « François Ier » bâtie entre 1537 et 1554 par Adrienne, duchesse d'Estouteville et François de Bourbon-Vendôme. Sous le règne de François Ier, la châtellenie de Valmont fut érigée en duché.
À partir de 1566, le chateau cesse d'être habité par Marie de Bourbon-Vendôme et par ses successeurs, les Goyon-Matignon, ducs de Valentinois.
En 1805, le château est acquis par le régisseur du prince de Monaco, duc de Valentinois, et revendu en 1824, sous la Restauration au comte Hocquart, chambellan de Charles X, qui en détruit les deux tiers.
Ce château imposant a connu de nombreuses transformations et de nombreux propriétaires dont Henry Barbet, industriel et maire de Rouen et par succession Marie Lannelongue.
En 1987, le château était la possession de la famille Potier de La Morandière.

## Description
La tour maîtresse (donjon) de plan carrée et à contreforts date le l'époque romane. Au XVe siècle, le château est reconstruit en pierre et en brique.

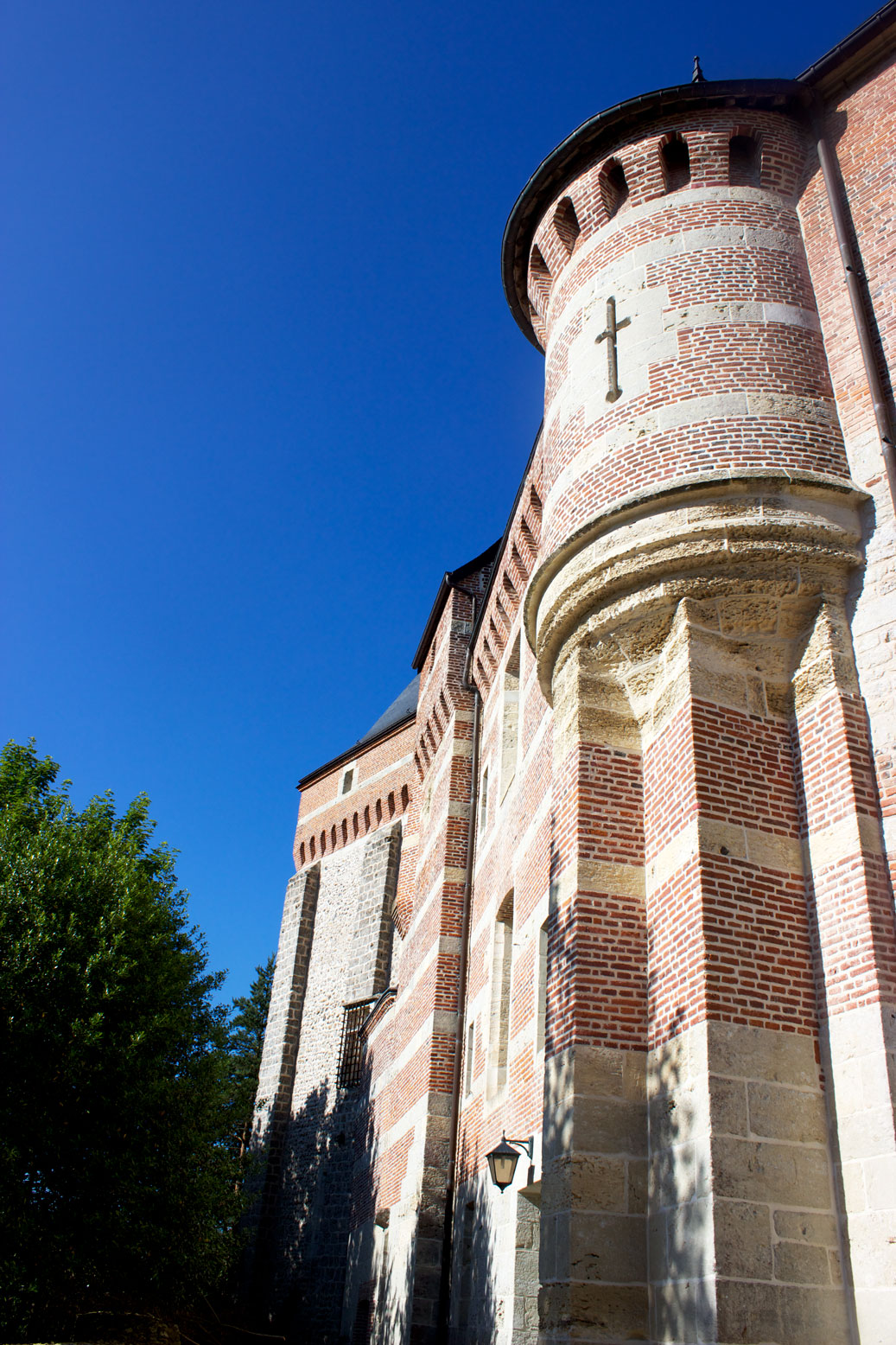

## Protection
Au titre des monuments historiques :
- le château, sauf parties classées est inscrit par arrêté du 14 avril 1930 ;
- les façades et toitures ; les pièces suivantes avec décor ou éléments de décor : chartrier (donjon) ; chapelle et cheminée du XVe au rez-de-chaussée, chambre à alcôve, cheminée du XVe et cheminée en pierre du XVIIIe du salon au 1er étage, cheminée du XVe de la grande pièce Ouest du 2e étage (vieux château) ; salle à manger, grand salon et petit salon Hocquart au rez-de-chaussée, chambre au 1er étage (côté sud ) avec boiseries et cheminée provenant du Vieux Château (château neuf) sont classés par arrêté du 30 mars 1976.

### Site naturel
En outre, le domaine constitue un site naturel classé et inscrit par arrêté respectif des 9 avril 1943 et 19 janvier 1943 de 60,49 ha.

## Pour approfondir